# Gymnogryllus joburgensis
Gymnogryllus joburgensis är en insektsart som beskrevs av Otte, D., Toms och Cade 1988. Gymnogryllus joburgensis ingår i släktet Gymnogryllus och familjen syrsor. Inga underarter finns listade i Catalogue of Life.